# 许昂
許昂，祖籍高阳郡新城县，中國唐朝官员，父親是高陽公许敬宗，有一個弟弟叫許昱，曾擔任諫議。
許昂頗有才藻。曾擔任太子舍人。後來因為與父親的继室虞氏私通，被许敬宗發覺之後非常的生氣，他上奏皇帝將許昂留放到嶺外。唐高宗顯慶中年，许敬宗才上書希望許昂可以回來，皇帝將他召回後，任命他為虔化令。
許昂有两個兒子，分別是许彦伯、許韶伯。